# Соколівська сільська територіальна громада (Кіровоградська область)
Соколівська сільська громада — територіальна громада в Україні, у Кропивницькому районі Кіровоградської області. Адміністративний центр — село Соколівське.
Площа громади — 228,39 км², населення — 6018 мешканців (2018).
Утворена 18 серпня 2016 року шляхом об'єднання Вишняківської, Іванівської, Карлівської, Назарівської і Соколівської сільських рад Кіровоградського району.
12 червня 2020 року до громади приєднані Вільненська, Івано-Благодатненська, Миколаївська сільські ради Кропивницького району і Диминська Новоукраїнського району.

## Населені пункти
У складі громади 1 селище (Шостаківка) і 21 село:
- Безводня
- Вишняківка
- Вільне
- Ганнинське
- Дар'ївка
- Димине
- Іванівка
- Івано-Благодатне
- Карлівка
- Корлюгівка
- Липове
- Миколаївка
- Назарівка
- Нова Павлівка
- Новопетрівка
- Оленівка
- Олено-Косогорівка
- Соколівське
- Українка
- Черняхівка
- Шевченкове